# I Know You
I Know You è un singolo del cantante britannico Craig David, pubblicato il 9 novembre 2017 come secondo estratto dal settimo album in studio The Time Is Now.

## Descrizione
Il singolo ha visto la partecipazione del gruppo britannico Bastile ed è stato scritto da David stesso insieme a Dan Smith (frontman dei Bastille), Helen Culver e Fraser Thornycroft-Smith.

## Tracce
Download digitale
1. I Know You (feat. Bastille) – 3:34

Download digitale – Acoustic
1. I Know You (feat. Bastille) (Acoustic) – 3:57

Download digitale – Majestic Remix
1. I Know You (feat. Bastille) (Majestic Remix) – 3:23

Download digitale – Remixes
1. I Know You (feat. Bastille) (Canto Remix) – 3:29
2. I Know You (feat. Bastille) (Sobr Remix) – 3:34
3. I Know You (feat. Bastille) (Vigiland Remix) – 3:04
4. I Know You (feat. Bastille) (Sultan + Shepard Remix) – 3:40